# 観音寺 (京田辺市)
観音寺（かんのんじ）は、京都府京田辺市にある真言宗智山派の寺院。山号は息長山。本尊は十一面観音。別名は大御堂、大御堂観音寺など。現在、山号は息長山とされるが、これは偽書である「椿井文書」を由来としており、歴史的にも、地元の伝承としても正しくない。

## 歴史
観音寺の由緒は、江戸時代に椿井政隆が作成した偽書である「椿井文書」の影響で歪められたものとなっており、本来の伝承は不明である。

### 「椿井文書」に記された「由緒」
以下は、江戸時代に椿井政隆が作成した偽書である「椿井文書」に記された由緒であり、歴史的にも、地元の伝承としても正しくはない。
「椿井文書」によれば、白鳳年間（7世紀後半）、天武天皇の勅願により法相宗の僧・義淵により創建された観心山親山寺が始まりと伝えられる。その後、天平16年（744年）、聖武天皇の命で東大寺初代別当の良弁が中興し、息長山普賢教法寺と寺名を改めた。
その後、東大寺の実忠が入寺し、宝亀9年（778年）には五重塔を建てたという。法相宗・三論宗・華厳宗の三宗を兼ね、七堂伽藍は壮麗を極めて「筒城の大寺」と呼ばれる大寺院となった。古代・中世には普賢寺と呼ばれていた。延暦13年（794年）の火災以後、たびたび火災に遭い藤原氏の援助によりその都度復興されたが、藤原氏の衰退とともに寺運も衰えた。
永享9年（1437年）には大御堂をはじめ諸堂13、僧坊20あまりを数えた建物のほとんどが焼失した。その後、復興されたが永禄8年（1565年）の焼失後は大御堂一宇を残すのみとなった。
大御堂裏の丘陵上には塔の礎石が残り、7世紀から8世紀の古瓦が出土することから、ここが古代の普賢寺の遺構と推定されている。

## 椿井文書での観音寺
椿井政隆は、観音寺を「中世までは普賢寺あるいは普賢教法寺と称していた」ことにし、また「朱智神社をその鎮守である」とし、さらに寺に「息長山」の山号を与えた。そして、「息長」や「朱智」という苗字の侍を祖とする系図を量産した。ここに息長という名詞が登場するのは、椿井政隆が若い頃に近江国膳所藩で活動しており、その時に得た古代の近江国の豪族である息長氏の知識を踏まえているからである。これは、逆に「南山城に息長氏が存在したという伝承が存在しなかった」ことを表している。

## 境内
- 大御堂（本堂） - 1953年（昭和28年）3月に再建。
- 庫裏
- 庭園
- 地祇神社 - 鎮守社。
- 鐘楼

## 文化財

### 国宝
- 木心乾漆十一面観音立像 - 像高172.7cm。奈良時代、8世紀の作。一木造の心木の上に木屎漆（こくそうるし）を盛り上げて造形した木心乾漆造で、この技法は奈良時代から平安時代初期に多用された。頭上面の一部や台座蓮肉部も当初のものである。同じ木心乾漆造になる奈良・聖林寺の十一面観音像としばしば比較される[3]。

## 所在地
- 京田辺市普賢寺下大門13

## 交通アクセス
公共交通機関
- 近鉄京都線三山木駅・片町線（学研都市線）JR三山木駅より
  - 徒歩30分。
  - 奈良交通バス90系統「水取」行き、または91系統「高船」行きで7分、「普賢寺」停留所下車。両系統合わせて1日6便の運行である。
    - 100系統「同志社大学デイヴィス記念館」行きの方が、便数が1時間に1～2便と多いが、終点から900mの徒歩移動を要する。また、同志社大学休講日は減便される。

  - タクシーの場合は1,000円程度。ただし、駅前に常駐していないため呼び出す必要がある。
- 近鉄京都線新田辺駅より
  - 奈良交通バス101・102系統「同志社大学デイヴィス記念館」行き、終点から900m。1時間に1～2便運行。同志社大学休講日は減便される。